# Julien Bok
Pour les articles homonymes, voir Bok.
Julien Bok est un physicien franco-polonais, né le 14 mars 1933 à Łódź, en Pologne.

## Biographie
Ancien élève de l’École normale supérieure (promotion 1952), il est agrégé ès sciences physiques en 1956 et docteur ès sciences en 1959. 
Il a été professeur à l’Université Pierre-et-Marie-Curie, à l’ENS et à l’École supérieure de physique et de chimie industrielles de la ville de Paris (ESPCI). Il a été directeur des laboratoires de physique du solide de l’ENS, puis de l’ESPCI. 
Ses travaux portent principalement sur l’étude des semi-conducteurs et de la supraconductivité. Il a dirigé une trentaine de thèses.

## Distinctions
- Officier de l’Ordre du mérite (1984)
- Officier des Palmes académiques
- Chevalier de la Légion d'Honneur (2016)[7]
- Prix Louis-Ancel de la Société française de physique (1965)
- Prix des trois physiciens (1990)
- Prix Jaffé de l’Académie des sciences (1993)
- Médaille de l’Université Pierre et Marie Curie (1993)
- Prix Jean Langlois de la recherche, ESPCI (1997 et 2006)

## Publications
- Structure et élasticité des films d'amphiphiles, avec Laurent Bourdieu, sous la direction de Didier Chatenay, 1993.
- Éléments de mécanique statistique, troisième partie, systèmes de particules en interaction, transitions de phase, notes de cours, Paris, Université Pierre et Marie Curie, 1983-1984.
- Mécanique, ondes, avec Pierre Morel, Paris, Hermann, 1998.
- Cours de physique, avec Pierre Morel, Paris, Hermann, 1971.
- Ondes électromagnétiques, relativité, cours, avec Nicole Hulin, Paris, Hermann, 1991.
- Cours de physique, avec Pierre Morel, Paris, Hermann, 1968.
- Etude des porteurs de charges dans les semi-conducteurs soumis à des champs électriques élevés, Université de Paris, Paris, Gauthier-Villars, 1960.
- Ondes électromagnétiques, relativité, cours, avec Nicole Hulin, Paris, Hermann, 1991.
- Ondes électromagnétiques, relativité, cours, avec Nicole Hulin, Paris, Hermann, 1975.
- Etude du transport quantique dans les gaz d'électrons modulés par une grille Schottky, avec Christophe Dorin, sous la direction de Bernard Etienne, 1992.
- Mécanique, ondes, avec Pierre Morel, Paris, Hermann, 1998.
- Éléments de mécanique statistique, première partie, les principes de la mécanique statistique, deuxième partie, les gaz parfaits quantiques, fermions et bosons, notes de cours, Paris, Université Pierre et Marie Curie, 1983-1984.
- Ondes électromagnétiques, relativité, cours, avec Nicole Hulin, Paris, Hermann, 1979[8].